# Разија Мујановић
Разија Мујановић, удата Гибаница (Ратковићи, 15. април 1967), бивша је југословенска и босанскохерцеговачка кошаркашица.

## Клупска каријера
Са 14 година је дошла из родних Ратковића у Тузлу и ту је почео њен кошаркашки успон. Наступала је за клуб “Јединство Аида”. Играла је паралелно за млађе селекције и за први тим Јединства, које је тих година постало прволигаш. Разијиним доласком уследиле су године успона Јединства, дошли су до прве лиге, освајали су потом домаће трофеје, да би врхунац тог тима била 1989. година. Предвођени на клупи са Микијем Вуковићем и на терену Разијом Мујановић, кошаркашице Јединства освајају титулу шампиона Европе, победивши у финалу италијански Примиги, бившег вишеструког шампиона Европе.
Одмах након освајања европске круне са Јединством, Разија Мујановић је потписала уговор са италијанским Баријем. Неизбрисив траг у Европи оставила је где год да је играла. Освојила је још три титуле шампиона Европе почетком деведесетих а четири пута је бирана за најбољу играчицу Европе. Године 1998. уследила је селидба за Америку и наступ у Женској професионалној лиги (WNBA) за екипу Детроита. Са њима је одиграла 30 утакмица и бележила просечно 9,1 поен и 5,1 скок по мечу. Након једне сезоне у Америци, вратила се у Европу и играла све до 2010. године.

## Репрезентативна каријера
За репрезентацију Југославије први велики наступ је био на Летњим олимпијским играма одржаним у Сеулу 1988. године када је са репрезентацијом освојила сребрну медаљу. Запажен успех са репрезентацијом Разија Мујановић је имала и на Светском првенству 1990. године када је такође освојила сребрну медаљу.
После распада Југославије, наступала је за репрезентацију Босне и Херцеговине, са којом је највећи успех остварила 1993. године освајањем златне медаље на Медитеранским играма.
Примљена је  у  ФИБА Кућу славних 2017. године.

## Приватни живот
Разија је била удата  за  Мирсада Брчаниновића (1998 — 2004). Други  брак  је склопила  са  Идризом Гибаницом  2008.

## Клубови и успеси

### Клубови
- Јединство Аида (БиХ) — 1986—1990
- Бари (Италија) — 1990—1991
- Дорна (Шпанија) — 1991—1992
- Комо (Италија) — 1992—1996
- Микрокамп Кампианс (Бразил) — 1997—1998
- Детроит (САД-ВНБА) — 1998
- Виченца (Италија) — 1998—1999
- Месина (Италија) 1999—2000
- Квакер Кампианс (Бразил) — 2000
- Виго (Шпанија) — 2000—2002
- Шопрон (Мађарска) — 2002
- Барселона (Шпанија) — 2002—2004
- Кроација (Хрватска) — 2004—2005
- Барселона (Шпанија) — 2006
- Хондарибија Ирун (Шпанија) — 2007
- Селта Виго (Шпанија) — 2008
- ПГМ Рагуса (Хрватска) — 2008
- Јединство (БиХ) — 2010.

### Успеси
- Клупска национална првенства: (1987, 1988, 1990, 1992, 1993, 1994, 1995, 1996)
- Национални куп: (1992)
- Евролига: (1989, 1992, 1994, 1995)
- Европско првенство: Сребрна медаља (1991)
- Светско првенство: Сребрна медаља (1990)
- Олимпијске игре: Сребрна медаља, Сеул (1988)
- Медитеранске игре: Златна медаља (1993)